# Sanggye Gyatso
Sanggye Gyatso (ten noorden van Lhasa, 1653 - 1705) was de tweede regent in Tibet van 1678 tot 1703, ten tijde van de vijfde en zesde dalai lama. Sanggye Gyatso werd op 26-jarige leeftijd in 1678 de feitelijke heerser over Tibet. Volgens een aantal bronnen was hij een natuurlijke zoon van de vijfde dalai lama. In 1642 was na een decennialange burgeroorlog de gelug de dominante traditie in Tibet geworden. Sanggye Gyatso was de architect van de verankering van de verworven machtspositie van de gelug. Hij was verantwoordelijk voor een enorme uitbreiding van het aantal kloosters en monniken van de gelug. In 1685 zond hij troepen naar het toen nog onafhankelijke koninkrijk Guge en wist dat te annexeren. Dat ging gepaard met immense schade aan de hoofdstad Tsaparang en veel tempels en kloosters.

## Regentschap
Het hanteren van reïncarnatie als instrument voor opvolging heeft met name voor de hoogste politieke functies het risico dat in het interregnum van minimaal achttien jaar een grote mate van instabiliteit kan ontstaan. Na het overlijden van de vijfde dalai lama in 1682 was dit voor Sanggye Gyatso waarschijnlijk een van de redenen om dat overlijden voor een periode van vijftien jaar geheim te houden. Het handhaven van zijn eigen machtspositie was ongetwijfeld eveneens een belangrijke reden. Sanggye Gyatso selecteerde in het geheim wel een nieuwe dalai lama. Dat was Tsangyang Gyatso (1683–1706) die eveneens in het geheim werd opgevoed.
Sanggye Gyatso verbond zich na 1682 in toenemende mate met de belangen van Galdan, de heerser van de Mongoolse stam van de Dzjoengaren. De Chinese keizer Kangxi (1654–1722) beschouwde de Dzjoengaren als de grootste bedreiging voor de veiligheid van het Chinese rijk. Tussen 1690 en 1697 voerde de keizer een aantal militaire campagnes tegen Galdan uit. Aan het eind van de laatste campagne overleed Galdan. Pas daarna maakte Sanggye Gyatso het feit bekend, dat de vijfde dalai lama al vijftien jaar overleden was. Kangxi voelde zich bedrogen en vanaf dat moment had Sanggye Gyatso geen enkel politiek krediet meer bij hem.
De overwinning in de burgeroorlog had de gelug vooral te danken gehad aan een militaire interventie van de Khoshut-Mongolen onder leiding van Güshi Khan, die daarmee in formele zin de heerser van Centraal-Tibet was geworden. Na de overwinning trokken de Koshut zich echter weer terug naar hun gebieden in Kokonor en bemoeiden Güshi Khan en zijn opvolgers zich feitelijk nauwelijks meer met het bestuur van Tibet.
Dat veranderde met de leider van de federatie aan het einde van de zeventiende eeuw, Lhabzang Khan. Deze had de ambitie weer actief een heersende rol in Tibet te spelen. Hij eiste even na 1702 zijn formele rechten op. Aanvankelijk werd besloten dat er sprake zou zijn van gezamenlijk bestuur van Lhabzang Khan en Sanggye Gyatso. Er traden echter al spoedig spanningen op. Sanggye Gyatso probeerde tot tweemaal toe - tevergeefs - Lhabzang Khan te laten vermoorden. In 1705 viel Lhabzang Khan - met instemming van de keizer Kangxi - Tibet met een grote legermacht binnen en bezette feitelijk het land. Sanggye Gyatso werd daarbij door de Tibetaanse echtgenote van Lhabzang Khan - een vroegere minnares van Sanggye Gyatso - geëxecuteerd.

## Verdere betekenis

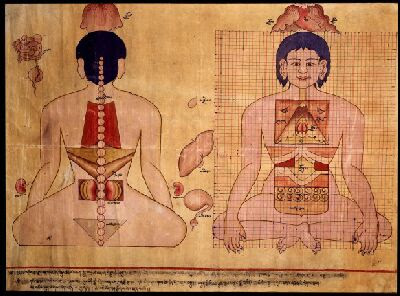
Illustratie uit de Blauwe beril, De belangrijkste organen in de romp

Sanggye Gyatso had een grondige opleiding in het boeddhistische ritueel ontvangen, maar was altijd een leek gebleven. Zijn werkelijke interesse lag in de seculiere disciplines, zoals de Tibetaanse schilderkunst, Tibetaanse geneeskunde, Tibetaanse astronomie, geschiedenis en poëzie. De  bekendste door hem geschrevenwerken zijn De  Blauwe beril, een compilatie van de medische kennis in Tibet; de  Gele beril,   een geschiedenis van de gelugtraditie;
de Witte beril,   een geïllustreerd werk over Tibetaanse astrologie; de   Zwarte beril,  een compilatie van en over vervloekingen;   Het schoonmaken van de Aangetaste beril,  een beantwoording en weerlegging  van vragen en kritiek over de Witte beril door een rivaal. De belangrijkste biografie over het leven van de vijfde dalai lama is eveneens een tekst van hem. 
Hij stichtte in 1694 de School voor Geneeskunst en Astrologie op de heuvel Chogpori (ook wel IJzerberg).
- Bibsys: 6040299
- Bibliothèque nationale de France: cb13603122x (data)
- Gemeinsame Normdatei: 11860547X
- International Standard Name Identifier: 0000 0001 2098 8202
- Library of Congress Control Number: n80017688
- Nationale Bibliotheek van Israël: 987007279856405171
- Nederlandse Thesaurus van Auteursnamen: 11571300X
- Système universitaire de documentation: 060728221
- Virtual International Authority File: 5104415
- WorldCat: E39PBJq6WQPbMQcdMHqJJ746rq